# كأس تشيلي 2013–14
كأس تشيلي 2013–14 (بالإسبانية: Copa Chile 2013-14)‏ هو الموسم 34 من كأس تشيلي. كان عدد الأندية المشاركة فيه 32، وفاز فيه ديبورتيس إيكيكي.